# Velkej biják
Velkej biják (orig. Epic Movie) je americká komedie, která paroduje například filmy  Lev, čarodějnice a skříň, Karlík a továrna na čokoládu, Šifra mistra Leonarda, Boží zápasník, Hadi v letadle, X-Men, Harry Potter, Piráti z Karibiku, James Bond a další.

## Děj
Čtyři sirotci obdrží hnědý tiket. Lucka, Eduard, Zuzana a Petr (každý je představen v parodii jiného filmu) se tak dostanou do továrny na čokoládu Willyho Wonky. Ten jim řekne, že jeho sladkosti jsou tak chutné, protože obsahují tajnou ingredienci - lidské maso. A oni čtyři se mají stát součástí těchto sladkostí. Všichni čtyři jsou drženi v zajetí, Lucka tam ale nalezne skříň a dostane se do Gnarnie, kde potká fauna. Ten ji v Gnarnii uvítá a ukáže jí svůj dům.
Eduard se přes skříň dostane do Gnarnie také a potká čarodějnici Bílou čubku (nejdřív ji osloví jako "Stifflerova máma", protože ji hraje Jennifer Coolidge, která ztvárnila i tuto roli ve filmu Prci, prci, prcičky). Ta mu řekne, aby dovedl zbylé tři sirotky. Každý ze sirotku se dostanou svou cestou do Faunova domu, kde zjistí, že jsou sourozenci a že Bílá čubka zabila jejich rodiče. Eduard se vydá za Bílou čubkou, nejdřív jí dá informace o sourozencích, ale pak zjistí, že je zlá, a odmítá to. Ta ho ale lstí přijme mu informace stejně poskytnout.
Lucka, Zuzana a Petr jdou trénovat na válku. Potkají šedivého Harryho Pottera, plešatého Rona Weasleyho a těhotnou Hermionu Grangerovou, kteří jim pomohou se připravit na boj. Bílá čubka mezi tím připravuje zbraň hromadného ničení, pomocí které by zničila Gnarnii a vytvořila místo ní nový kontinent, který by měla pouze pro sebe. Eduard uteče z vězení za pomoci kapitána Jacka Svalouše, který pak ale Eduarda prodá Bílé čubce. Ta ho znovu uvězní a Jacka Svalouše zabije. Eduard se ale zmocní zbraně hromadného ničení a omylem ji hodí do vody.
Lucka, Zuzana a Petr se dostanou do Aslova tábora. Ten jim slíbí pomoc ve válce proti Bílé čubce. Krátce na to ale zemře v boji se Silasem, služebníkem Bílé čubky, ale podaří se mu osvobodit Eduarda. Když se Lucka, Zuzana, Petr a Eduard postaví armádě Bílé čubky, zjistí, že nepřišel nikdo z Aslova tábora bojovat s nimi. Lucka, Zuzana a Eduard jsou zraněni, Petr najde na zemi ovladač, který použije k tomu, aby zastavil dění okolo a uzdravil své sourozence. Společně pak zabijí celou armádu Bílé čubky. Petr chce Bílou čubku postavit před soud, ale zabije ji Jack Svalouč na svém mlýnském kole. Lucka, Zuzana, Eduard a Petr jsou korunováni králi a královnami Gnarnie, které vládnou po mnoho let. Pak ale znovu naleznou skříň a vrátí se jako mladí. Objeví se Borat a gratuluje jim, ale Jack Svalouš je přejede na svém kole.